# ماركوس فينيسيوس دوس سانتوس روزا
ماركوس فينيسيوس دوس سانتوس روزا (بالبرتغالية: Marcos Vinicius dos Santos Rosa‏) هو لاعب كرة قدم كوري جنوبي وبرازيلي في مركز ظهير، ولد في 13 سبتمبر 1988 في لامباري، ميناس جيرايس في البرازيل. لعب مع أولسان هيونداي.

## وصلات خارجية
- ماركوس فينيسيوس دوس سانتوس روزا على موقع دوري كوريا الجنوبية (الإنجليزية)